# Brama Morawska

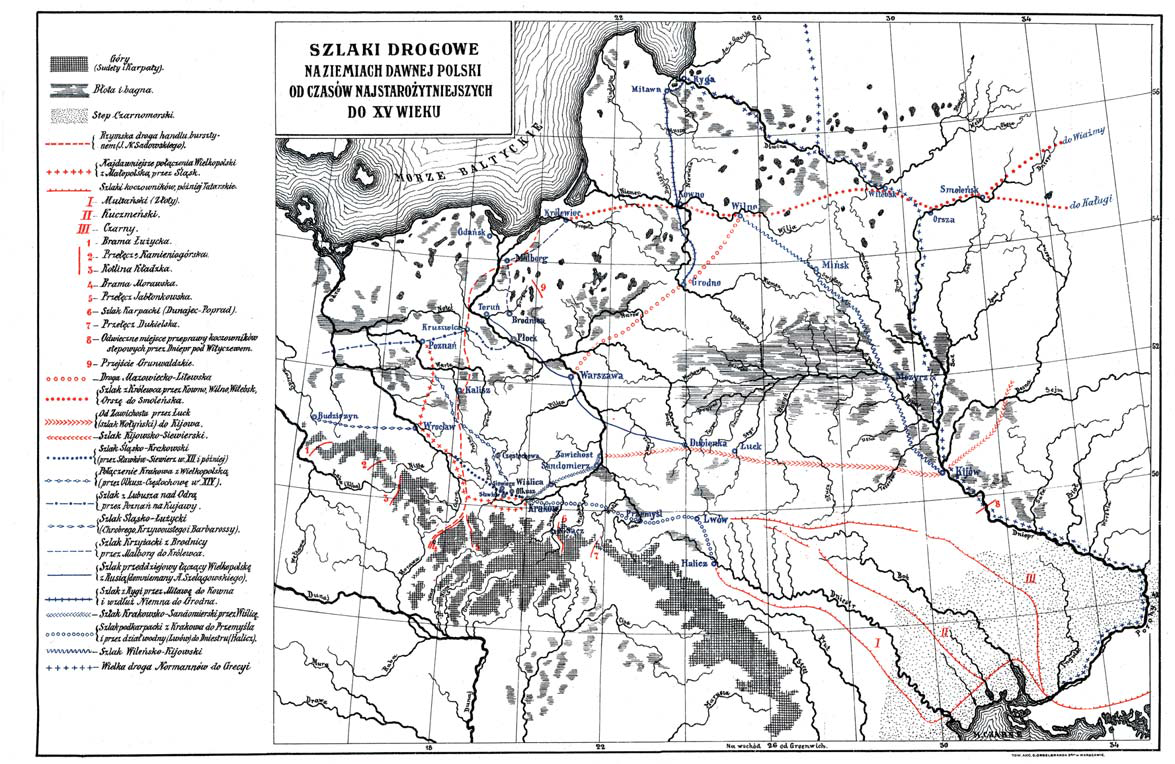
„Szlaki drogowe”, mapa z Geografii ziem dawnej Polski Antoniego Sujkowskiego (1918). Brama Morawska oznaczona numerem 4.

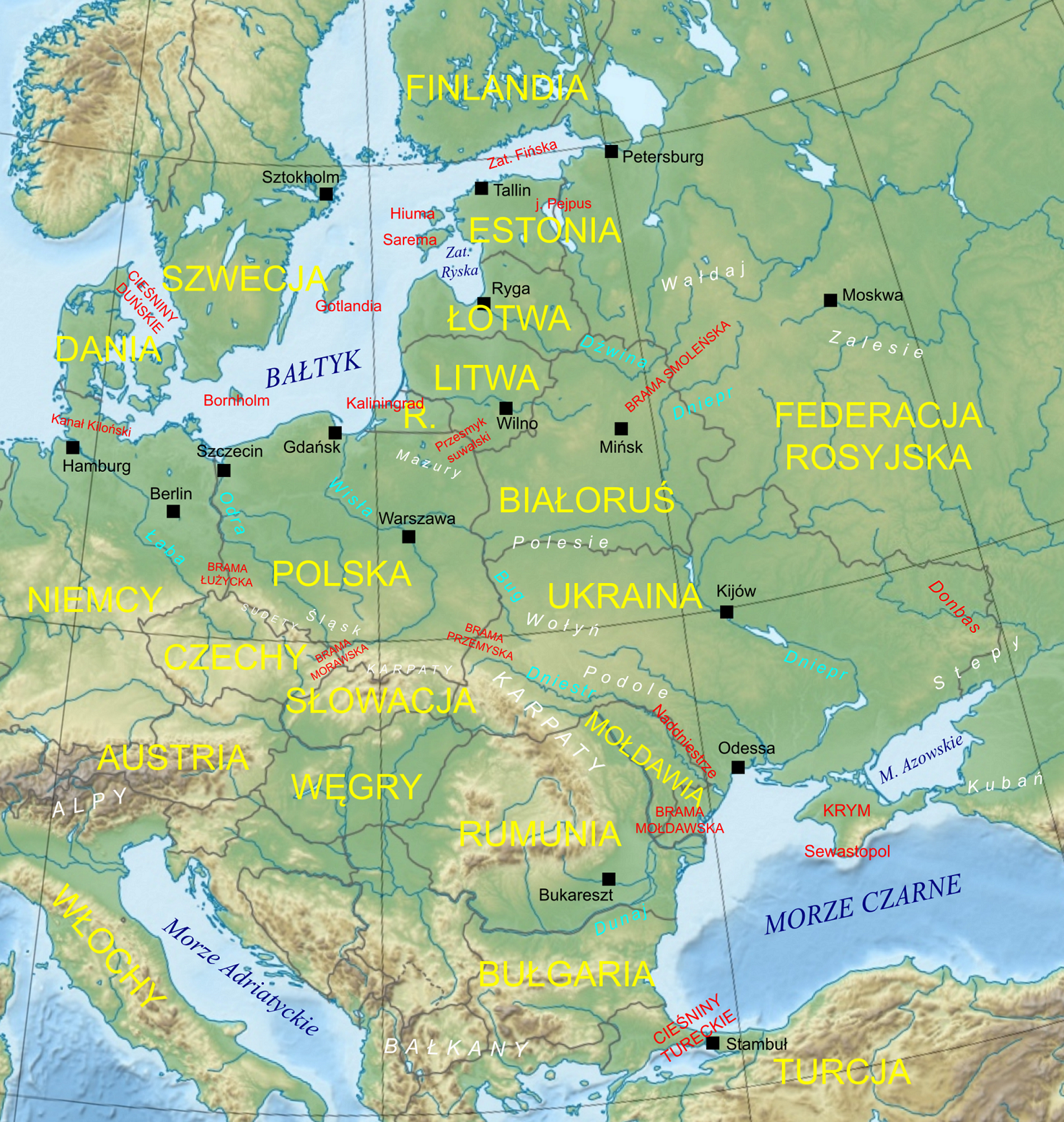
Geostrategiczna mapa Europy Wschodniej

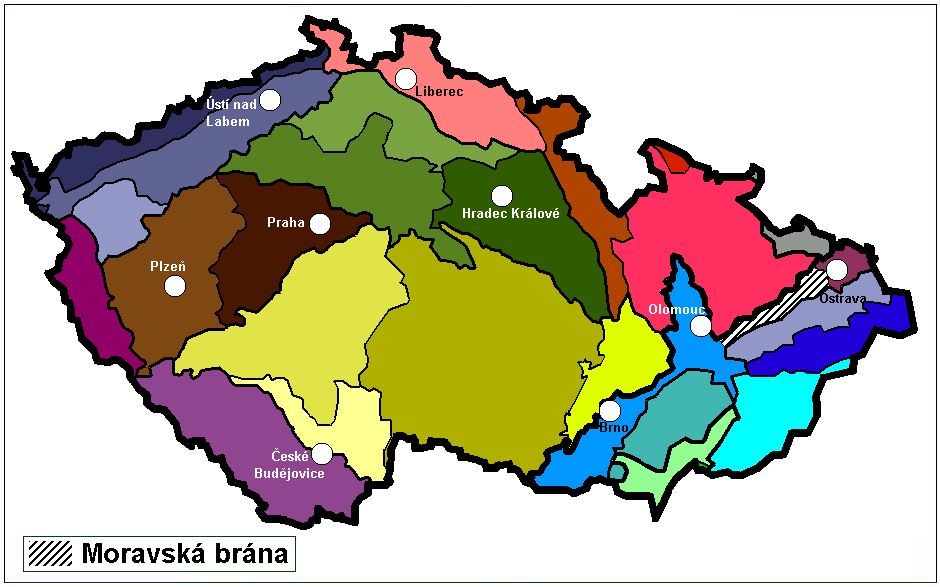
Brama Morawska na mapie Czech

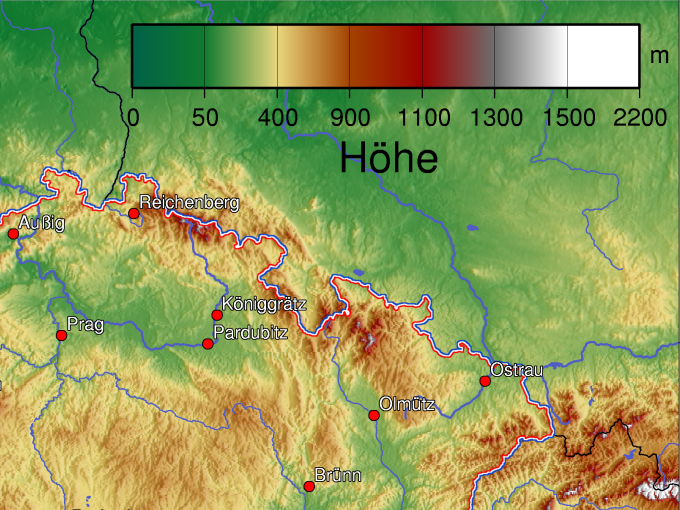
Mapa ukształtowaniu terenu wzdłuż granicy polsko-czeskiej, widoczne znaczne obniżenie terenu Bramy Morawskiej

Brama Morawska (czes. Moravská brána) – kraina geograficzna w Czechach i Polsce, wąskie zapadlisko między łańcuchami górskimi Sudetami i Karpatami. Długość Bramy Morawskiej wynosi około 40 km, natomiast szerokość w zależności od przyjętych norm pomiarowych od 5 do 20 km. Wysokość bezwzględna do 310 m n.p.m., natomiast względna od 200 do 250 m.

## Geografia
Brama Morawska stanowi obniżenie pomiędzy Karpatami Zachodnimi i Pogórzem Śląskim a Sudetami Wschodnimi, będące działem wodnym pomiędzy górną Odrą i Beczwą, a równocześnie zlewiskami Morza Bałtyckiego i Morza Czarnego.
Rozciąga się od Moraw do Śląska w kierunku północno-wschodnim, na długości około 65 km. Od południa ograniczona jest grzbietem Malenik (479 m n.p.m.), od północy zaś doliną rzeki Olzy przy jej ujściu do Odry (województwo śląskie).

## Historia
Brama Morawska od najdawniejszych czasów stanowiła naturalne przejście pomiędzy Sudetami i Karpatami. Tędy przebiegały najważniejsze trakty handlowe z południa Europy nad Morze Bałtyckie (np. jeden z wariantów szlaku bursztynowego, transkontynentalny szlak radanitów w X–XII w.), a także szlaki z Polski do Czech.
Najważniejszym miastem Bramy Morawskiej jest dziś Ostrawa. U północnego wylotu Bramy Morawskiej po stronie polskiej leżą między innymi takie miasta, jak Racibórz czy Wodzisław Śląski.